# Old Man of Stoer

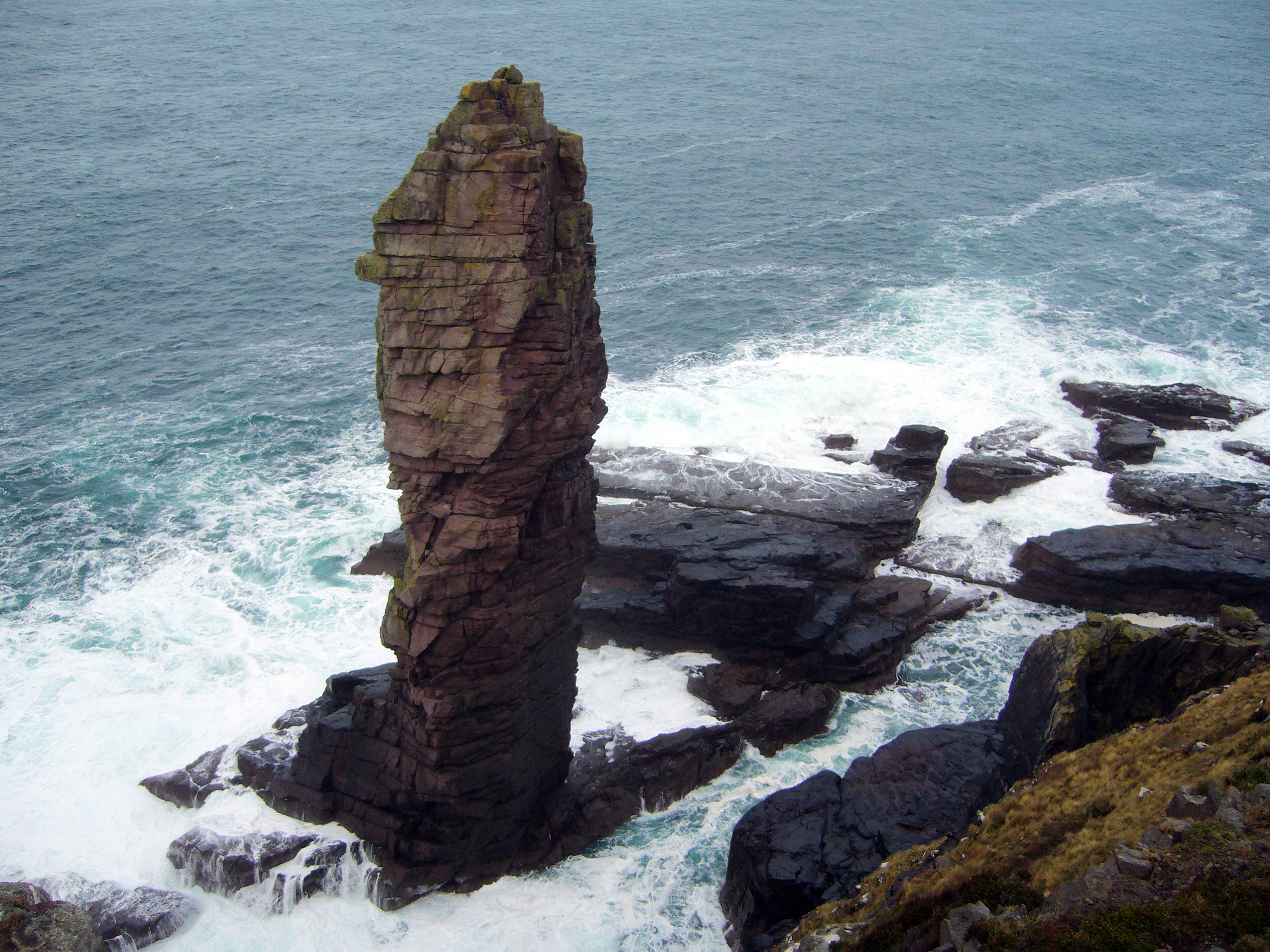
Der Old Man of Stoer

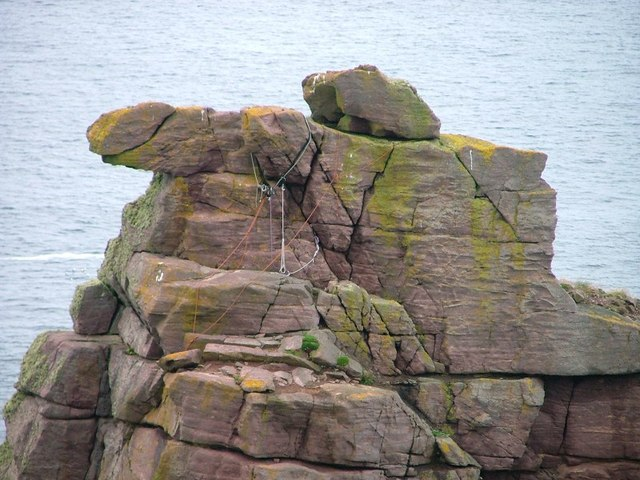
Kletterseile am Gipfelkopf des Old Man of Stoer

Der Old Man of Stoer ist ein etwa 60 Meter hoher Brandungspfeiler an der schottischen Westküste. Er steht im Minch vor der Küste von Assynt an der Halbinsel Stoer nördlich des Leuchtturms Stoer Head Lighthouse, etwa 15 Kilometer nordwestlich von Lochinver.
Geologisch besteht der Old Man of Stoer aus dickbankigem Torridonischem Sandstein. Erreichbar ist er über einen Fußweg vom Leuchtturm entlang der Klippen. Erstmals bestiegen wurde der Old Man 1966 von einer Seilschaft um den schottischen Bergsteiger Tom Patey. Seitdem ist der Fels ein beliebtes Ziel für Kletterer, allerdings erfordert der Zugang den Aufbau einer Seilrutsche, zu deren Installation ein Mitglied der Seilschaft den Meeresarm zwischen den Klippen und dem Felsfuß durchschwimmen muss. Am Gipfelkopf sind von den benachbarten Klippen in der Regel zurückgelassene Seile und andere Teile von Kletterausrüstung zu sehen.
Am Old Man of Stoer leben verschiedene Seevögel, darunter Eissturmvögel und Skuas. In den Gewässern vor der Küste sind Robben und Delphine zu sehen.